# Ruch jednostajny
Ruch jednostajny – ruch, w którym w takich samych przedziałach czasowych ciało pokonuje takie same odcinki drogi.
{\displaystyle v={\frac {\mathrm {d} s}{\mathrm {d} t}}={\text{const}}.}
Warunek ten odpowiada temu, że prędkość (jako wielkość skalarna) jest stała. Dlatego wzór ten zachodzi też dla dowolnie długich odcinków czasowych:
{\displaystyle v={\frac {s}{t}}={\text{const}},}
gdzie {\displaystyle s} jest długością pokonanej drogi.
Ze względu na tor, ruch jednostajny dzieli się na:
- ruch jednostajny prostoliniowy,
- ruch jednostajny krzywoliniowy,
  - ruch jednostajny po okręgu.

## Wzory
W każdym rodzaju ruchu jednostajnego:
- przebyta droga jest proporcjonalna do czasu {\displaystyle s=v\cdot t,}
- prędkość jest stała {\displaystyle v={\frac {s}{t}},}
- przyspieszenie w kierunku ruchu jest równe zeru,
- przyspieszenie prostopadłe do kierunku ruchu (przyspieszenie dośrodkowe) jest równe: {\displaystyle a={\frac {v^{2}}{r}},}
  - przyspieszenie dośrodkowe w ruchu prostoliniowym jest równe zeru.

We wszystkich powyższych wzorach prędkość (szybkość) {\displaystyle v} jest traktowana jako wielkość skalarna.